# Pasang Lhamu Xerpa
Pasang Lhamu Xerpa (en xerpa: པ་སངས་ལྷ་མོ་ཤར་པ།, 10 de desembre de 1961 - 22 d'abril de 1993) fou la primera dona nepalesa que va pujar a l'Everest.
Va néixer en una família d'alpinistes i es va implicar en l'escalada durant l'adolescència. Ascendí amb èxit al Mont Blanc, al Cho Oyu, al Yalapic, al Pisang Himal i d'altres. Intentà tres cops l'Everest abans de tenir-hi èxit, el 22 d'abril de 1993, quan va assolir el cim pel coll sud per la via de l'aresta sud-est.
El matí del 22 d'abril de 1993 era brillant i clar, i així es va mantenir fins que Pasang va arribar als 8.848 metres amb cinc homes xerpes, Sonam Tshering Xerpa, Lhakpa Norbu Xerpa, Pemba Dorje Xerpa i Dawa Tashi Xerpa. Mentrestant, un membre de l'equip que ja havia fet el cim cinc vegades prèviament, Sonam Tshering, caigué realment malalt al cim sud i, malgrat els esforços de Pasang per ajudar-lo, no va sobreviure a la seva malaltia. Mentre descendia del cim, el temps va empitjorar de cop, fenomen habitual en l'alta muntanya, provocant la mort de Pasang al cim sud. Vladas Vitkauskas ajudà a traslladar el seu cos muntanya avall.
Per haver aconseguit el que cap altra dona nepalesa havia aconseguit abans, Pasang Lhamu fou honorada pòstumament pel seu país i per diversos alpinistes d'arreu del món. Fou la primera dona a ser condecorada amb l'estrella "Nepal Tara" pel rei del Nepal. La Fundació Nacional de Joventut instituí en honor seu el Premi Excel·lència Jove 1993-94. Així mateix, per tal de commemorar la seva gesta, s'erigí una estàtua a mida real de Pasang Lhamu a Bouddha (Chuchepati); s'emeté un segell de correus amb el seu nom; el Govern del Nepal va rebatejar el pic Jasamba Himal (7.315 m) a la Serralada Mahlangur com a Pic Pasang Lhamu; el Ministeri d'Agricultura va batejar una varietat de blat amb el seu nom; s'establí el Centre Memorial Pasang Lhamu a Dhulabari, al districte Jhapa, a l'est del Nepal; i la carretera entre Tirshuli i Dunche (117 km) fou batejada com a Autopista Pasang Lhamu.